# Friedrich Theodor Vischer
Friedrich Theodor Vischer (Ludwigsburg, 1807. június 30. – Gmunden, 1887. szeptember 14.) német író, irodalomtudós és filozófus, a 19. századi újabb német esztétika legkiválóbb művelője.

## Életútja
A híres tübingeni stiftben nevelkedett, teológiai pályára lépett, de már 1833-ban tanársegéd (repetent) volt Tübingenben, 1837-ben az esztétika és német irodalomtörténet rendkívüli tanára ugyanott, 1844-ben rendes tanár, de mindjárt megnyitó előadása folytán két évre felfüggesztették. 1848-ban tagja lett az ellenzéknek a frankfurti parlamentben. 1855-ben a zürichi politechnikum tanára, 1866-ban a stuttgartié, majd 1877-ben nyugalomba vonult. A Magyar Tudományos Akadémia 1872-ben külső tagjává választotta.
Hegel eszmekörében élve, az esztétika tudományának elsőrangú művelője lett és nagy műve: Aesthetik oder Wissenschaft des Schönen (3 kötet, 1847-1858), részben szigorúan spekulatív alapon építi föl az esztétikai rendszerét, és később ő maga elítélte művének ezt az architektonikus részét: mégis a rendszertől független esztétikai fejtegetések, elmélkedések nagy gazdagságánál fogva mindenkor egyik legbecsesebb tárháza lett az esztétika tudományának. Ehhez hozzájárulnak még a következő művei: Über das Erhabene und Komische (1837); Kritische Gänge (2 kötet, 1844) és Neue Folge (6 füzet, 1860-75). Igen becses műve: Geothes Faust (1875). Szatirikus, költői, stb. műveket is írt: Auch Einer (regény, 4. kiad. 1889); Altes und Neues (4 füzet); Lyrische Gänge (2. kiadás 1889); Mode und Dynismus (3. kiad. 1887). Egy parodisztikus műve van: Mystifizinsky: Faust, der Tragödie dritter Theil (4. kiad. 1889), paródiája Faust második részének. Schartenmeyer álnéven megénekelte a francia-német háborút: Der deutsche Krieg 1870-71. Ein Heldengedicht és finom epigrammákat adott ki névtelenül: Epigramma aus Baden-Baden.
Egyszerre volt kiváló irodalomtörténész, művészettörténész, esztéta és filozófus, író és esszéista, levélíró, teológus, újságíró és politikus. Az összes főbb kérdésekben állást foglalt elkötelezett és lendületes stílusban, de tudott agresszív, ironikus, cinikus és szarkasztikus is lenni.
1887 nyarán Stuttgartban ünnepelték tisztelői és barátai, tanítványai Friedrich Theodor Vischer 80. születésnapját, amikor egy gombaétel miatt gyomorrontást kapott, s miközben tovább utazott Olaszországba, majd Felső-Ausztriába, szeptember 14-én a Traunsee partján Gmundenben meghalt.
Gazdag, előkelő szellem volt, tipikus képviselője a német érzésnek és gondolkodásnak. Fia, Robert a művészettörténet tanára volt az aacheni politechnikumban.